# 都市牛利
都市牛利，《魏志倭人传》中提到的一个人物。在文中多有出现。
景初2年（238年），难升米与副使都市牛利奉女王卑弥呼之命出使魏国，并在魏国获得了大量赏赐。同时在魏都洛阳被授予率善校尉的职务，与难升米共同获赐銀印青授。